# Pluto Automobilfabrik
Die Pluto Automobilfabrik AG, zuvor Automobilfabrik Zella-Mehlis GmbH, war ein deutscher Hersteller von Automobilen.

## Unternehmensgeschichte
Die Automobilfabrik Zella-Mehlis GmbH wurde 1924 in Zella-Mehlis gegründet. Im gleichen Jahr begann unter Leitung von Gustav Ehrhardt die Produktion von Automobilen. Der Markenname lautete Pluto. 1927 erfolgte die Umfirmierung in Pluto Automobilfabrik AG mit gleichzeitiger Erhöhung des Stammkapitals von 600.000 auf 1.000.000 Reichsmark. Der Direktor Ernst Wolff stellt auf Serienfertigung um. Im gleichen Jahr endete die Produktion.

## Fahrzeuge
Das Unternehmen fertigte Fahrzeuge von Amilcar in Lizenz. Ein Modell war der 4/20 PS, der dem Amilcar Type C 4 entsprach. Sein Vierzylindermotor hatte 1004 cm³ Hubraum und leistete 20 PS. Daneben gab es den 5/30 PS, der dem Amilcar Type CGS entsprach. Sein Vierzylindermotor mit 1074 cm³ Hubraum leistete 30 PS. Davon abgeleitet war die Rennausführung 5/30/65 PS, die mit Kompressor 65 PS leistete. Dieses Modell hatte einigen Erfolg bei Autorennen, gefahren von Friedrich, Glockenbach, Mederer und von Einem.
Ein Pluto von 1924 mit dem Kfz-Kennzeichen IE 45139 des Deutschen Reichs existiert noch.

## Motorenlieferungen
Voran-Automobilbau aus Berlin verwendete Motoren von Pluto.